# Onogastris
Onogastris is een geslacht van wandelende takken uit de familie Bacillidae. De wetenschappelijke naam van dit geslacht is voor het eerst voorgesteld door Josef Redtenbacher in een publicatie uit 1906. De soorten van dit geslacht komen alleen op Madagaskar voor.

## Soorten
Het geslacht Onogastris omvat de volgende soorten:
- Onogastris pardalina Redtenbacher, 1906
- Onogastris pauliani Chopard, 1952